# Кувейт на літніх Олімпійських іграх 2020
Кувейт на літніх Олімпійських іграх 2020 представляли десять спортсменів у п'яти видах спорту.

## Спортсмени
| Вид спорту            | Чоловіки | Жінки | Загалом |
| --------------------- | -------- | ----- | ------- |
| Легка атлетика        | 1        | 1     | 2       |
| Карате                | 1        | 0     | 1       |
| Академічне веслування | 1        | 0     | 1       |
| Стрільба              | 4        | 0     | 4       |
| Плавання              | 1        | 1     | 2       |
| Загалом               | 8        | 2     | 10      |